# KF Ballkani
El KF Ballkani (en albanés: Klubi Futbollistik Ballkani) es un club de fútbol profesional con sede en Suva Reka, Kosovo. El club juega en la Superliga de Kosovo, que es el nivel más alto de fútbol en el país.

## Historia
El club fue establecido en 1947 bajo el nombre Rinia por varios atletas cuyo propósito era participar en varias competiciones y torneos que se organizaron en ese momento. En 1952, el club se registró y comenzó a competir en campeonatos oficiales. En 1965, cambió el nombre de KF Rinia a KF Ballkani después de que Suva Reka Chemical and Rubber Industry tomara la propiedad del club.
El club escaló progresivamente el sistema de la liga yugoslava hasta llegar a la Liga Provincial de Kosovo en la temporada 1973–74. Fueron relegados, pero regresarán en 1977 y se convertirán en miembros regulares hasta la década de los 1990. Ballkani fue uno de los primeros clubes en Kosovo en lugar el sistema de liga administrado por la Asociación de Fútbol de Yugoslavia, y jugará en la no paralela Primera Liga de Kosovo hasta el año 2000.
En la liga organizada por la Federación de Fútbol de Kosovo, Ballkani jugó su primer partido contra Liria en Studençan. En los niveles juveniles de Balkani, muchos jugadores importantes de Suva Reka comenzaron sus carreras, como Ali Elshani, Arsim Llapatinca, Avni Bytyçi, Bekim Suka, Dervish Shala, Esheref Berisha, Fillim Guraziu, Gafurr Kabashi, Hajrush Berisha, Hevzi Shalaj, Isuf Asllanaj, Isuf Kolgeci, Lulzim Kolgeci, Musli Bylykbashi, Naser Berisha, Nexhat Elshani, Osman Ramadani, Rexhep Kuçi, Salih Hoxha, Urim Bylykbashi, Visar Berisha y muchos otros que hicieron una valiosa contribución a la afirmación del fútbol y otros valores humanos, y algunos todavía dan su contribución a los campos de fútbol como gerentes y en varios puestos deportivos.
En la temporada 2021-22 de la Superliga de Kosovo se coronó campeón por primera vez en su historia gracias a un empate entre Gjilani y Drita de un marcador de 0:0 en la jornada 33.

## Estadio
El club ha jugado sus partidos en casa en el Suva Reka City Stadium (en albanés: Stadiumi i Qytetit të Suharekës) es un estadio multiusos en Suva Reka, Kosovo. El estadio tiene una capacidad de 1.500 personas para todas las plazas.

## Palmarés
- Superliga de Kosovo: 3

2021-22, 2022-23, 2023-24
- Copa de Kosovo: 1

2023-24

## Personal
Actualizado el 13 de noviembre de 2021
| Personal técnico actual          | Personal técnico actual |
| Posición                         | Nombre                  |
| -------------------------------- | ----------------------- |
| Entrenador                       | Bekim Isufi             |
| Entrenador(es) asistente(s)      |                         |
| Agim Maliqi                      |                         |
| Ardian Basha                     |                         |
| Fuad Shabani                     |                         |
| Entrenador(es) de portero(s)     |                         |
| Getuar Salihu                    |                         |
| Fuad Shabani                     |                         |
| Escultismo                       | Ismet Maksutaj          |
| Escultismo                       | Astrit Bekteshi         |
| FIsioterapeuta                   | Kastriot Llugagjiu      |
| Médico                           | Nuredin Morinali        |
| Secretario                       | Arben Osmani            |
| Miembros de la junta             |                         |
| Oficina                          | Nombre                  |
| Presidente                       | Arsim Kabashi           |
| Director general                 | Idriz Hajrizi           |
| Director de seguridad            | Blerim Kuqi             |
| Coordinador de escuela de fútbol | Driton Mamaj            |
| Oficial de información y medios  | Idriz Hajrizi           |
| Oficial de marketing             | Jetullah Kuqi           |

## Lista histórica de entrenadores
- Bekim Shotani (febrero de 2018 - 2 de septiembre de 2018)
- Sami Sermaxhaj (6 de septiembre de 2018 - 14 de abril de 2019)
- Gani Sejdiu (16 de abril de 2019 -  junio de 2019)
- Ismet Munishi (8 de junio de 2019 - 23 de diciembre de 2020)
- Bledi Shkëmbi (4 de enero de 2021 - 6 de mayo de 2021)
- Bekim Isufi (1 de julio de 2021 - 21 de diciembre de 2021)
- Ilir Daja (5 de enero de 2022 - )

## Participación en competiciones de la UEFA
| Temporada | Torneo                       | Ronda          | Club               | Casa        | Visita | Global             |
| --------- | ---------------------------- | -------------- | ------------------ | ----------- | ------ | ------------------ |
| 2022-23   | Liga de Campeones            | Primera ronda  | Žalgiris           | 1 - 1       | 0 - 1  | 1 - 2              |
| 2022-23   | Liga Europa Conferencia      | Segunda ronda  | La Fiorita         | 6 - 0       | 4 - 0  | 10 - 0             |
| 2022-23   | Liga Europa Conferencia      | Tercera ronda  | KÍ                 | 3 - 2       | 1 - 2  | 4 - 4 (4 : 3 pen.) |
| 2022-23   | Liga Europa Conferencia      | Play-Off       | Shkupi             | 1 - 0       | 2 - 1  | 3 - 1              |
| 2022-23   | Liga Europa Conferencia      | Fase de grupos | Cluj               | 1 - 1       | 0 - 1  | 4.º lugar          |
| 2022-23   | Liga Europa Conferencia      | Fase de grupos | Slavia Praga       | 0 - 1       | 2 - 3  | 4.º lugar          |
| 2022-23   | Liga Europa Conferencia      | Fase de grupos | Sivasspor          | 1 - 2       | 4 - 3  | 4.º lugar          |
| 2023-24   | Liga de Campeones            | Primera ronda  | Ludogorets Razgrad | 2 - 0       | 0 - 4  | 2 - 4              |
| 2023-24   | Liga Europa Conferencia      | Segunda ronda  | Larne              | 3 - 0       | 4 - 1  | 7 - 1              |
| 2023-24   | Liga Europa Conferencia      | Tercera ronda  | Lincoln Red Imps   | 2 - 0       | 3 - 1  | 5 - 1              |
| 2023-24   | Liga Europa Conferencia      | Play-Off       | BATE Borísov       | 4 - 1       | 0 - 1  | 4 - 2              |
| 2023-24   | Liga Europa Conferencia      | Fase de grupos | Dinamo Zagreb      | 2 – 0       | 0 – 3  | 4.º lugar          |
| 2023-24   | Liga Europa Conferencia      | Fase de grupos | Viktoria Plzeň     | 0 – 1       | 0 – 1  | 4.º lugar          |
| 2023-24   | Liga Europa Conferencia      | Fase de grupos | Astana             | 1 – 2       | 0 – 0  | 4.º lugar          |
| 2024-25   | Liga de Campeones de la UEFA | Primera ronda  | UE Santa Coloma    | 1 – 2 (aet) | 2 – 1  | 3 – 3 (5–6 p)      |
| 2024-25   | UEFA Conference League       | Segunda ronda  | Ħamrun Spartans    | 0 – 0       | 2 – 0  | 2 – 0              |
| 2024-25   | UEFA Conference League       | Tercera ronda  | Larne              | 0 – 1       | 1 – 0  | 1-1 (1-4 p)        |